# Jeune Saint avec une épée
Jeune saint avec une épée (en italien : Giovane santo con spada) est une peinture religieuse,  du Pérugin, datant de 1513-1523 environ, et conservé au  Musée du Louvre à Paris.

## Histoire
Le tableau provient du Polyptyque de Saint-Augustin (en italien : Polittico di San Agostino) une peinture religieuse du Pérugin, réalisée pendant la période tardive du peintre de 1503 à 1523.
Le tableau fait partie de ceux réquisitionnés par la France à la fin du XVIIIe siècle.

## Thème
La représentation est, selon l'iconographie chrétienne, la représentation d'un saint avec une épée, ce peut être donc Julien l'Hospitalier ou  Paul de Tarse qui combattit et mourut par l'épée.

## Description
La composition est inscrite dans un tondo à l'origine de format carré ou rectangulaire. Le saint est représenté mi-corps de face. Son visage rond aux traits fins est encadré par une chevelure longue indisciplinée, le regard absent est dirigé de biais vers le sol. Sa main gauche est posée sur le flanc et sa droite tient l'extrémité du pommeau d'une épée que l'on devine perpendiculairement pointée vers le sol. Il porte un habit noir serré à la taille par un ruban noué et une sorte de grande cape rouge.
Le ciel est visible dans le fond masqué par une architecture ouvragée, chiquetée de marbre et de moulures, qui monte au-dessus de l'horizon.

## Analyse
Le dessin est néanmoins clair et bien défini, les lignes liantes, la composition sereine et plaisante caractérisée par la monumentalité marquée par la pureté des volumes des vêtements aux couleurs délicates et apaisantes, aux larges plis dans lesquels joue la lumière. La figure possède une idéalisation parfaite issue de l'esthétique des développements artistiques du XVIe siècle.